# جون والاس (قاضي)
جون والاس (بالإنجليزية: John Wallace)‏ هو قاضي نيوزيلندي، ولد في 9 سبتمبر 1934، وتوفي في 20 سبتمبر 2012.